# Okręg wyborczy Haddingtonshire
Okręg wyborczy Haddingtonshire powstał w 1708 r. i wysyłał do brytyjskiej Izby Gmin jednego deputowanego. Obejmował obszar hrabstwa Haddingtonshire, oprócz miasta Haddington, które do 1885 r. stanowiło odrębny okręg wyborczy. Okręg Haddingtonshire został zlikwidowany w 1918 r.

## Deputowani do brytyjskiej Izby Gmin z okręgu Haddington
- 1708–1741: John Cockburn
- 1741–1747: lord Charles Hay
- 1747–1761: sir Hew Dalrymple
- 1761–1768: Andrew Fletcher
- 1768–1777: sir George Suttie
- 1777–1780: William Hamilton Nisbet
- 1780–1786: Hew Dalrymple
- 1786–1795: John Hamilton
- 1795–1800: Hew Hamilton Dalrymple
- 1800–1816: Charles Hope
- 1816–1826: sir James Suttie
- 1826–1831: lord John Hay
- 1831–1835: James Balfour
- 1835–1837: Robert Ferguson
- 1837–1838: James Broun-Ramsay, lord Ramsay
- 1838–1847: sir Thomas Buchan Hepburn
- 1847–1883: Francis Douglas
- 1883–1885: Hugo Douglas
- 1885–1911: Richard Haldane, Partia Liberalna
- 1911–1918: John Deans Hope